# Дьюар, Марион
Марион Дьюар (англ. Marion Dewar), в девичестве Марион Белл (31 марта 1928, Монреаль — 15 сентября 2008, Торонто) — видный канадский политик от Новой демократической партии, мэр г. Оттава в 1978—1985 годах, член Парламента Канады в 1986—1988 годах.

## Молодость
Родилась в г. Монреаль в 1928 году. Выросла в городке Бакингхем в Квебеке (ныне сектор г. Гатино в непосредственной близости от г. Оттава). Окончила Школу медсестёр Сент-Джозеф в г. Кингстон, Онтарио в 1949 году и работала медсестрой в Оттаве и пригородах до 1952 года.
В 1951 году вышла замуж за государственного служащего Кена Дьюара и поступила в Викторианский орден медсестёр (en:Victorian Order of Nurses). Будучи ревностной католичкой, Марион Дьюар родила пятерых детей, последнего в 1963 году. Один из её сыновей, Пол Дьюар — видный активист и депутат парламента от Новой демократической партии, в 2011 году выдвинул кандидатуру на пост лидера партии.
Позднее изучала медсестринское дело и здравоохранение в Оттавском университете, работала медсестрой в системе публичного здравоохранения в 1969—1971 годах.

## Политик Оттавы
Была избрана олдерменом округа Британия в 1972 году. В 1974 году была избрана вице-мэром Оттавы и занимала эту должность до 1978 года. В 1977 году безуспешно баллотировалась на пост депутата провинциального парламента от Новой демократической партии в округе Западная Оттава. В 1978 году избрана мэром Оттавы.
На посту мэра выступила в защиту прав гомосексуалистов и беженцев из Южного Вьетнама. Параллельно с деятельностью мэра она выступала за запрет ядерного оружия и против войны, в частности, принимала участие в пикете американского посольства после вторжения на Гренаду.

## Федеральный политик
В 1985—1987 годах Марион Дьюар была президентом Новой демократической партии Канады, сменив на этом посту Тони Пеникетта. В 1987 году её избрали в Канадскую палату представителей по округу Гамильтон-Маунтин вместо прежнего депутата Иэна Динса, также от НДП. В 1988 году она проиграла выборы в том же округе Бет Финни от Либеральной партии.
В 1993 году Дьюар вновь баллотировалась в Парламент по округу Оттава-Центр, но проиграла выборы либералу Маку Харбу.

## Поздняя карьера
Марион Дьюар также служила председателем Полицейского управления Оттавы-Карлтона, когда полиция Оттавы, Непина и Глостера была объединена в одно управление. Однако уже в декабре 1995 года её и ещё трёх других членов полицейского управления уволило консервативное правительство Майка Харриса. Дьюар и её коллега Джуди Хантер оспорили увольнение в суде, и суд восстановил их на работе, создав судебный прецедент.
Марион Дьюар поддержала политическую карьеру своего сына Пола Дьюара, который был избран депутатом парламента в 2006 году от округа Оттава-Центр. Позднее, после смерти матери, в октябре 2011 году Пол Дьюар выдвинул свою кандидатуру на пост лидера НДП.
Помимо политической деятельности, Дьюар была добровольцем ряда общинных организаций, в том числе Оттавского женского кредитного союза. В 1995 году она стала председателем Oxfam Canada.
В 2002 году награждена Орденом Канады.